# Véronique Dumon
Pour les articles homonymes, voir Dumon.
Véronique Dumon (née le 30 novembre 1957 à Sainte-Adresse) est une athlète française, spécialiste du saut en hauteur.

## Biographie
Elle est sacrée championne de France du saut en hauteur en 1979 à Orléans.
Son record personnel au saut en hauteur est de 1,81 m (1978).